# 2014年亞洲運動會跆拳道比賽
2014年亞洲運動會跆拳道比賽於2014年9月30日至10月3日在Ganghwa Dolmens Gymnasium舉行。共有來自37個國家和地區的246名運動員參加此次比賽。

## 參賽國家和地區
| - 阿富汗（7） - （3） - 不丹（3） - 汶莱（1） - 柬埔寨（3） - 中国（12） - 中国香港（1） - 印度（2） - 印度尼西亚（4） - 伊朗（12） - 日本（6） - 约旦（12） - （12） | - 韩国（12） - 科威特（7） - （5） - 老挝（8） - 黎巴嫩（4） - 中国澳门（7） - 马来西亚（3） - 蒙古（6） - 缅甸（5） - 尼泊尔（12） - 巴基斯坦（5） - 巴勒斯坦（2） - 菲律宾（12） | - （8） - 沙特阿拉伯（5） - 中华台北（12） - （10） - 泰国（11） - 东帝汶（2） - （5） - 阿拉伯联合酋长国（1） - （11） - 越南（12） - 也门（3） |

## 獎牌得主

### 男子
| 項目                  | 金牌                               | 银牌                            | 铜牌                              |
| 54公斤級 （詳細）     | 金泰勳 · 韩国（KOR）               | 黃鈺仁 · 中华台北（TPE）        | 兰那龙·萨韦克威哈里 · 泰国（THA） |
| 54公斤級 （詳細）     | 金泰勳 · 韩国（KOR）               | 黃鈺仁 · 中华台北（TPE）        | Molomyn Tümenbayar · 蒙古（MGL）  |
| 58公斤級 （詳細）     | 法尔赞·阿舒尔扎德 · 伊朗（IRI）    | Nursultan Mamayev · （KAZ）     | 山田勇磨 · 日本（JPN）            |
| 58公斤級 （詳細）     | 法尔赞·阿舒尔扎德 · 伊朗（IRI）    | Nursultan Mamayev · （KAZ）     | 魏辰洋 · 中华台北（TPE）          |
| 63公斤級 （詳細）     | 李大勳 · 韩国（KOR）               | Akkarin Kitwijarn · 泰国（THA） | 陳彥名 · 中华台北（TPE）          |
| 63公斤級 （詳細）     | 李大勳 · 韩国（KOR）               | Akkarin Kitwijarn · 泰国（THA） | Ahmad Roman Abasi · 阿富汗（AFG） |
| 68公斤級 （詳細）     | Behnam Asbaghi · 伊朗（IRI）       | 黃建南 · 中国（CHN）            | Kairat Sarymsakov · （KAZ）       |
| 68公斤級 （詳細）     | Behnam Asbaghi · 伊朗（IRI）       | 黃建南 · 中国（CHN）            | Keith Sembrano · 菲律宾（PHI）    |
| 74公斤級 （詳細）     | Masoud Hajji-Zavareh · 伊朗（IRI） | 尼基塔·拉夫洛維奇 · （UZB）     | Song Young-geon · 韩国（KOR）     |
| 74公斤級 （詳細）     | Masoud Hajji-Zavareh · 伊朗（IRI） | 尼基塔·拉夫洛維奇 · （UZB）     | Samuel Morrison · 菲律宾（PHI）   |
| 80公斤級 （詳細）     | 迈赫迪·霍达巴赫希 · 伊朗（IRI）    | Maksim Rafalovich · （UZB）     | Farkhod Negmatov · （TJK）        |
| 80公斤級 （詳細）     | 迈赫迪·霍达巴赫希 · 伊朗（IRI）    | Maksim Rafalovich · （UZB）     | 喬森 · 中国（CHN）                |
| 87公斤級 （詳細）     | Jasur Baykuziyev · （UZB）         | 陳靈龍 · 中国（CHN）            | Shin Yeong-rae · 韩国（KOR）      |
| 87公斤級 （詳細）     | Jasur Baykuziyev · （UZB）         | 陳靈龍 · 中国（CHN）            | Nattapat Tantramart · 泰国（THA） |
| 87公斤以上級 （詳細） | Jo Chol-ho · 韩国（KOR）           | 德米特里·绍金 · （UZB）         | Alisher Gulov · （TJK）           |
| 87公斤以上級 （詳細） | Jo Chol-ho · 韩国（KOR）           | 德米特里·绍金 · （UZB）         | Elias El-Hidari · 黎巴嫩（LBN）   |

### 女子
| 項目                  | 金牌                        | 银牌                            | 铜牌                            |
| 46公斤級 （詳細）     | 金昭熙 · 韩国（KOR）        | 林琬婷 · 中华台北（TPE）        | Anjelay Pelaez · 菲律宾（PHI）  |
| 46公斤級 （詳細）     | 金昭熙 · 韩国（KOR）        | 林琬婷 · 中华台北（TPE）        | 帕妮帕·翁帕他那吉 · 泰国（THA） |
| 49公斤級 （詳細）     | 差那提普·颂坎 · 泰国（THA） | 李照藝 · 中国（CHN）            | 孫譓檸 · 中华台北（TPE）        |
| 49公斤級 （詳細）     | 差那提普·颂坎 · 泰国（THA） | 李照藝 · 中国（CHN）            | Ronna Ilao · 菲律宾（PHI）      |
| 53公斤級 （詳細）     | 黃韻文 · 中华台北（TPE）    | 允貞瑛 · 韩国（KOR）            | Sousan Hajipour · 伊朗（IRI）   |
| 53公斤級 （詳細）     | 黃韻文 · 中华台北（TPE）    | 允貞瑛 · 韩国（KOR）            | 吳靜鈺 · 中国（CHN）            |
| 57公斤級 （詳細）     | 李雅凛 · 韩国（KOR）        | 濱田真由 · 日本（JPN）          | 王雲 · 中国（CHN）              |
| 57公斤級 （詳細）     | 李雅凛 · 韩国（KOR）        | 濱田真由 · 日本（JPN）          | Rangsiya Nisaisom · 泰国（THA） |
| 62公斤級 （詳細）     | 李多嫔 · 韩国（KOR）        | 張華 · 中国（CHN）              | 莊佳佳 · 中华台北（TPE）        |
| 62公斤級 （詳細）     | 李多嫔 · 韩国（KOR）        | 張華 · 中国（CHN）              | Phạm Thị Thu Hiền · 越南（VIE） |
| 67公斤級 （詳細）     | 郭耘菲 · 中国（CHN）        | Lee Won-jin · 韩国（KOR）       | Hà Thị Nguyên · 越南（VIE）     |
| 67公斤級 （詳細）     | 郭耘菲 · 中国（CHN）        | Lee Won-jin · 韩国（KOR）       | 劉情 · 中国澳门（MAC）          |
| 73公斤級 （詳細）     | 孙秀美 · 柬埔寨（CAM）      | Fatemeh Rouhani · 伊朗（IRI）   | Abrar Al-Fahad · 科威特（KUW）  |
| 73公斤級 （詳細）     | 孙秀美 · 柬埔寨（CAM）      | Fatemeh Rouhani · 伊朗（IRI）   | Kirstie Alora · 菲律宾（PHI）   |
| 73公斤以上級 （詳細） | 李東華 · 中国（CHN）        | Akram Khodabandeh · 伊朗（IRI） | 王俊楠 · 中国澳门（MAC）        |
| 73公斤以上級 （詳細） | 李東華 · 中国（CHN）        | Akram Khodabandeh · 伊朗（IRI） | Mokhru Khalimova · （TJK）      |